# Сьвідрув
Сьвідрув (пол. Świdrów) — село в Польщі, у гміні Добре Мінського повіту Мазовецького воєводства.
Населення — 34 особи (2011).
У 1975-1998 роках село належало до Седлецького воєводства.

## Демографія
Демографічна структура станом на 31 березня 2011 року:
|          | Загалом | Допрацездатний вік | Працездатний вік | Постпрацездатний вік |
| -------- | ------- | ------------------ | ---------------- | -------------------- |
| Чоловіки | 17      | 2                  | 13               | 2                    |
| Жінки    | 17      | 4                  | 7                | 6                    |
| Разом    | 34      | 6                  | 20               | 8                    |